# Fransig ekorrsvingel
Fransig ekorrsvingel (Vulpia ciliata) är en gräsart som beskrevs av Barthélemy Charles Joseph Dumortier. Enligt Catalogue of Life ingår Fransig ekorrsvingel i släktet ekorrsvinglar och familjen gräs, men enligt Dyntaxa är tillhörigheten istället släktet ekorrsvinglar och familjen gräs. Arten förekommer tillfälligt i Sverige, men reproducerar sig inte. Inga underarter finns listade i Catalogue of Life.